# Dopolavoro Aziendale Redaelli 1941-1942
Questa voce raccoglie le informazioni riguardanti il Dopolavoro Aziendale Redaelli nelle competizioni ufficiali della stagione 1941-1942.

## Rosa
| N. |                   | Ruolo | Calciatore            |
| -- | ----------------- | ----- | --------------------- |
|    | Italia (bandiera) | A     | Angelo Azzimonti      |
|    | Italia (bandiera) | C     | Fausto Braga          |
|    | Italia (bandiera) | A     | Renzo Bocca           |
|    | Italia (bandiera) | P     | W. Brusa              |
|    | Italia (bandiera) | A     | Luigi Carelli         |
|    | Italia (bandiera) | P     | Franco Colli Medaglia |
|    | Italia (bandiera) | A     | Raffaele Corbetta     |
|    | Italia (bandiera) | A     | Vittorio Falconi      |
|    | Italia (bandiera) | C     | Carlo Ferrandi        |
|    | Italia (bandiera) | D     | Ugo Galletti          |

| N. |                   | Ruolo | Calciatore           |
| -- | ----------------- | ----- | -------------------- |
|    | Italia (bandiera) | D     | Manlio Giacomini     |
|    | Italia (bandiera) | D     | Gianni Goffi         |
|    | Italia (bandiera) | A     | V. Lombardo          |
|    | Italia (bandiera) | A     | Antonio Moscatello   |
|    | Italia (bandiera) | C     | Michele Murana       |
|    | Italia (bandiera) | C     | Bruno Poletti        |
|    | Italia (bandiera) | D     | Michele Scotti       |
|    | Italia (bandiera) | D     | Rino Sisti           |
|    | Italia (bandiera) | D     | Ermenegildo Spinicci |
|    | Italia (bandiera) | D     | Luigi Verga          |

## Risultati

### Serie C
| Milano 2 novembre 1941 2ª giornata | Redaelli | 1 – 2 referto | Varese |  |

| Arbitro: | Piccinelli (Modena) |

|                             |           |              |
| Moscatello 52’ Spinicci 54’ | Marcatori | 49’ Melandri |

| Arbitro: | Codeluppi (Lodi) |

|                                        |           |          |
| Carelli 21’, 35’, 79’ Falconi 84’, 86’ | Marcatori | 67’ Leva |

| Varese 19 marzo 1942 17ª giornata | Varese | 4 – 1 referto | Redaelli |  |

| Arbitro: | Di Pasquale (Varese) |

|                                                       |           |                          |
| Bulloni 24’, 54’ A. Ganelli 39’ Bulloni 71’, 83’, 85’ | Marcatori | 54’ Carelli 82’ Lombardo |

| Arbitro: | Benassi |

|                                    |           |              |
| Cristina 54’, 56’ (rig.) Ricci 66’ | Marcatori | 75’ Lombardo |